# فنجاني منطبق
فنجاني منطبق (الاسم العلمي: Peziza adpressa) هو نوع من الفطريات يتبع جنس الفنجاني من فصيلة الفنجانية.